# Рашица, Эрмир
Эрми́р Ра́шица (алб. Ermir Rashica; 24 марта 2004, Косовска-Митровица) — косовский и албанский футболист, полузащитник клуба «Металлист 1925» и молодёжной сборной Албании.

## Клубная карьера
Родился в косовском городе Косовска-Митровица. Воспитанник академии «Трепча’89». За первую команду клуба дебютировал 13 августа 2022 года в ничейном (2:2) домашнем поединке 1-го тура Суперлиги Косово против «Дриты». Эрмир вышел на поле на 46-й минуте вместо Блеона Секираки, а на 85-й минуте его заменил Даниэль Тэтте. В сезоне 2022/23 провёл 6 поединков в высшем дивизионе чемпионата Косово.
24 августа 2023 года подписал контракт со «Скендербеу». Дебютировал за новую команду 26 августа 2023 года в победном (1:0) домашнем поединке 1-го тура албанской Суперлиги против «Эгнатии». Эрмир вышел на поле в стартовом составе, а на 69-й минуте его заменил Греслед Лика. Первым голом за «Скендербеу» отличился 1 октября 2023 года на 83-й минуте (реализовал пенальти) победный (1:0) домашний поединок 7-го тура Суперлиги Албании против столичного «Партизани». Рашица вышел на поле в стартовом составе, а на 90+3-й минуте его заменил бразилец Юри Мерлин. За полтора сезона в «Скендербеу» сыграл 58 матчей (16 голов) в чемпионате Албании, еще 2 поединка провёл в кубке Албании.
В январе 2025 года заинтересовал киевское «Динамо», но дальше интереса дело не пошло. 14 февраля 2025 года подписал 3,5-летний контракт с «Металлистом 1925». По данным интернет-портала Transfermarkt харьковчане за албанского вингера заплатили 300 000 евро.

## Карьера в сборной
В начале карьера представлял юношескую сборную Косова (U-19), в футболке которой дебютировал 18 декабря 2021 года в ничейном (3:3) выездном товарищеском матче против юношеской сборной Северной Македонии (U-20). Эрмир вышел на поле в стартовом составе, а на 46-й минуте его заменил Арианит Хасани. Единственным голом за юношескую сборную Косова отличился 28 марта 2022 года на 60-й минуте ничейного (2:2) выездного товарищеского поединка против сверстников из Албании. Рашица вышел на поле в стартовом составе и отыграл весь матч. В общей сложности за юношескую сборную Косова сыграл 6 поединков, в которых отличился 1-м голом.
После переезда в Албанию решил на международной арене представлять эту страну. В футболке молодёжной сборной Албании дебютировал 17 ноября 2023 года в проигранном (0:5) выездном поединке группы Е молодёжного чемпионата Европы против Румынии. Эрмир вышел на поле на 46-й минуте вместо Агана Мягки. Первым голом за албанскую «молодёжку» отметился 15 ноября 2024 года на 10-й минуте ничейного (1:1) выездного товарищеского поединка против Молдовы. Эрмир вышел на поле в стартовом составе, а на 77-й минуте его заменил Эльмедин Рама.